# Rima (Settat)
Rima (franska: Rima (CR), Rima (Commune Rurale), arabiska: رياح) är en kommun i Marocko.   Den ligger i provinsen Settat och regionen Casablanca-Settat, i den norra delen av landet, 140 km söder om huvudstaden Rabat. Antalet invånare är 8 510.